# Gateway Arch

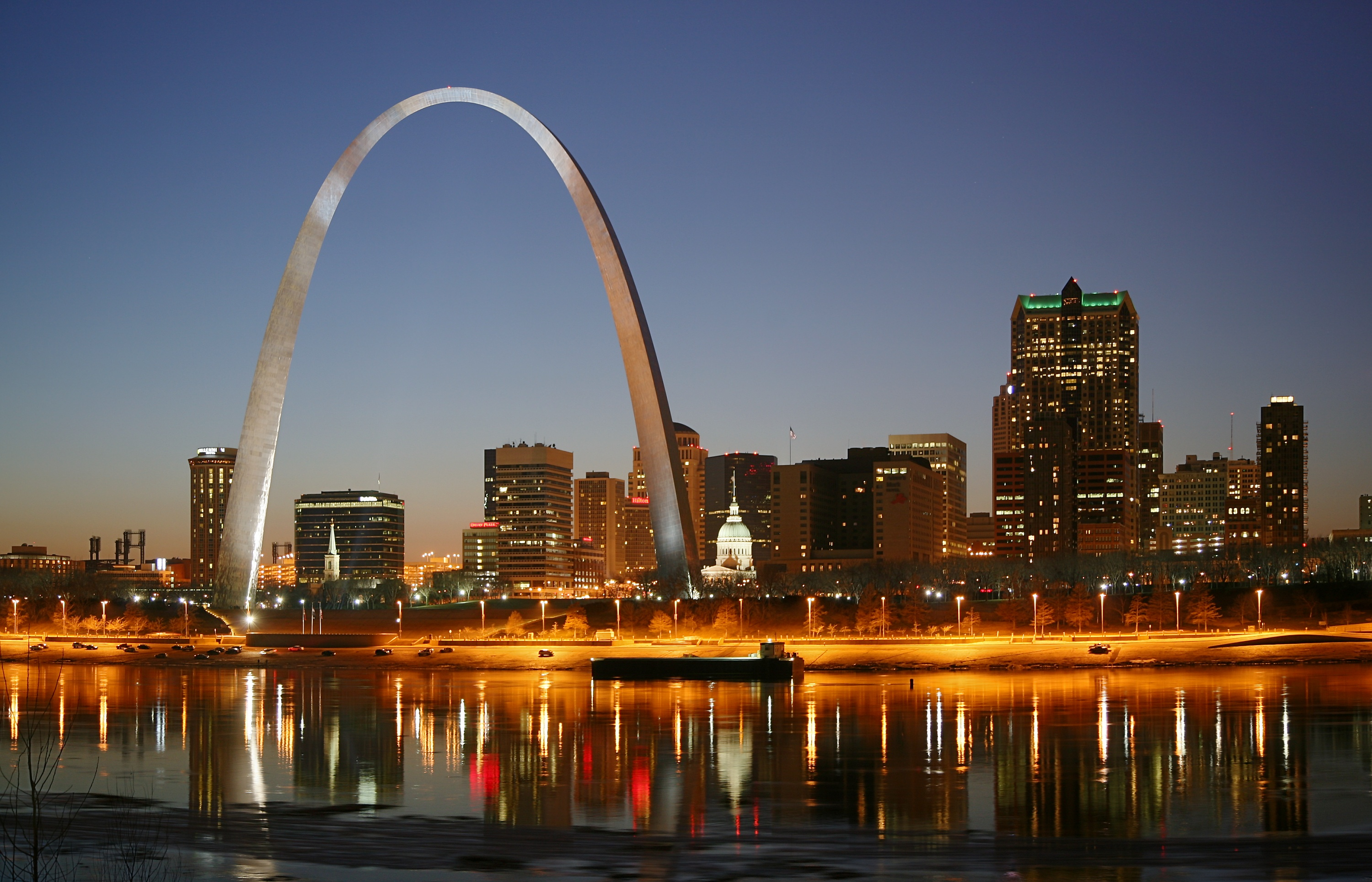
Gateway Arch

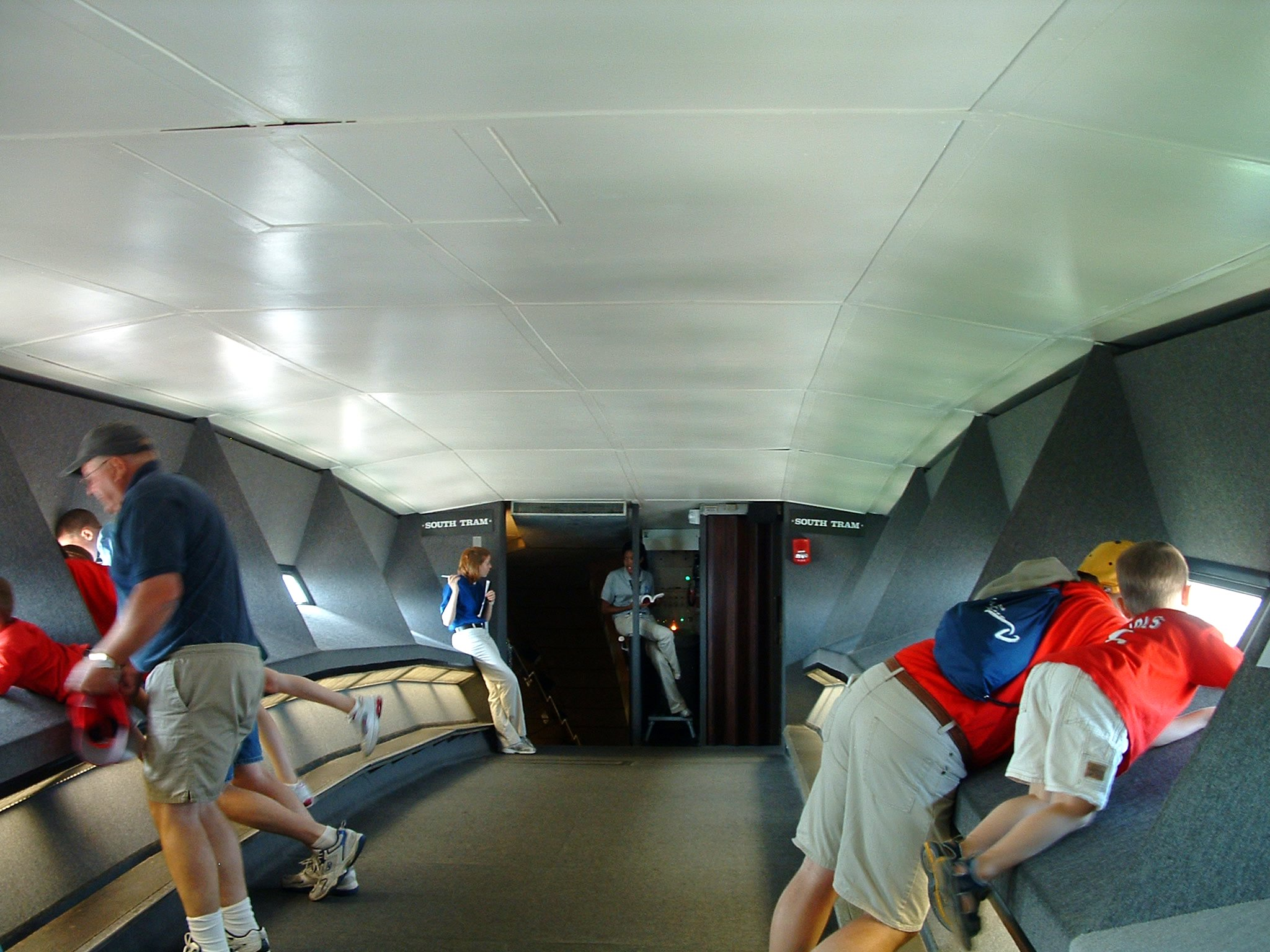
Inuti Gateway Arch

Gateway Arch är ett berömt monument i Saint Louis, Missouri, USA. Gateway Arch är designad av den finsk-amerikanske arkitekten Eero Saarinen. Hans design utvaldes efter en designtävling 1948. Monumentet är en del av Jefferson National Expansion Memorial som också innefattar bland annat det gamla rådhuset och Museum of Westward Expansion. Parken är ett monument över USA:s expansion västerut och den roll Thomas Jefferson spelade i denna. Gateway Arch symboliserar St. Louis roll som port västerut och är sedan 1987 ett National Historic Landmark.
Monumentet är 192 meter (630 fot) högt och 192 meter brett vid basen och är det högsta monumentet i USA. Grunden göts 1962 och själva byggnadsarbetet påbörjades 12 februari 1963. Monumentet färdigställdes den 28 oktober 1965. Det invigdes den 10 juli 1967. Kostnaden för monumentet var $13 miljoner. Transportsystemet kostade $3,5 miljoner. Monumentets vikt är 17 246 ton.
Inuti monumentet finns ett specialdesignat bergbaneliknande hissystem med vilket man kan ta sig upp till toppen där det finns en utsiktsplats. Genom 32 små fönster kan man se över Mississippifloden, Södra Illinois och Saint Louis.